# 膜叶娃儿藤
膜叶娃儿藤（学名：Tylophora membranacea）为夹竹桃科娃儿藤属的植物，为中国的特有植物。分布于中国大陆的广西等地，常生于山地林中，目前尚未由人工引种栽培。